# Gäst hos bagaren
Gäst hos bagaren är Folkpartiets valfilm från 1958. Medverkade som skådespelare gjorde Elof Ahrle och hans fru Birgit Rosengren.

### Fotnoter
1. ↑  ”Gäst hos bagaren”. Svensk Filmdatabas. http://www.sfi.se/sv/svensk-filmdatabas/Item/?type=MOVIE&itemid=18637&ref=%2ftemplates%2fSwedishFilmSearchResult.aspx%3fid%3d1225%26epslanguage%3dsv%26searchword%3dg%C3%A4st+hos+bagaren%26type%3dMovieTitle%26match%3dBegin%26page%3d1%26prom%3dFalse. Läst 8 mars 2013.